# Manxman
Manxman is een Brits historisch merk van motorfietsen van het bedrijf Manx Engineering, te Oxford. 
Dit was een Brits bedrijf dat begin jaren negentig replica's maakte van de beroemde Norton Manx 500 cc racers. Deze replica’s waren ontwikkeld en met de hand gebouwd door Neville Evans. Hoewel de machines uiterlijk veel op de Nortons leken waren wel vele technische verbeteringen aangebracht. Zo lekten de Manxmans geen olie, presteerden beter bij lage temperaturen, trilden minder en pakten bij alle toerentallen goed op, in tegenstelling tot de originele Manx-en, die last hadden van megafonitis.
- Een bewoner van het Eiland Man wordt ook Manxman genoemd.